# Превземане на Рим (546)
Превземането на Рим през 546 г. е направено от готския крал Тотила по време на Готската война от 535 до 554 г. между Остготското кралство и Византийската империя. Тотила е базиран в Тиволи и преследвайки стремежа си да завладее отново региона Лациум, се придвижва срещу Рим. Градът издържа обсада, продължила една година, преди да падне в ръцете на готите.